# Wigandia
Wigandia es un género de plantas con flores perteneciente a la familia Boraginaceae. Comprende 32 especies descritas, con sólo dos de ellas aceptadas, 12 taxones sin resolver y los demás clasificados como sinónimos.

## Descripción

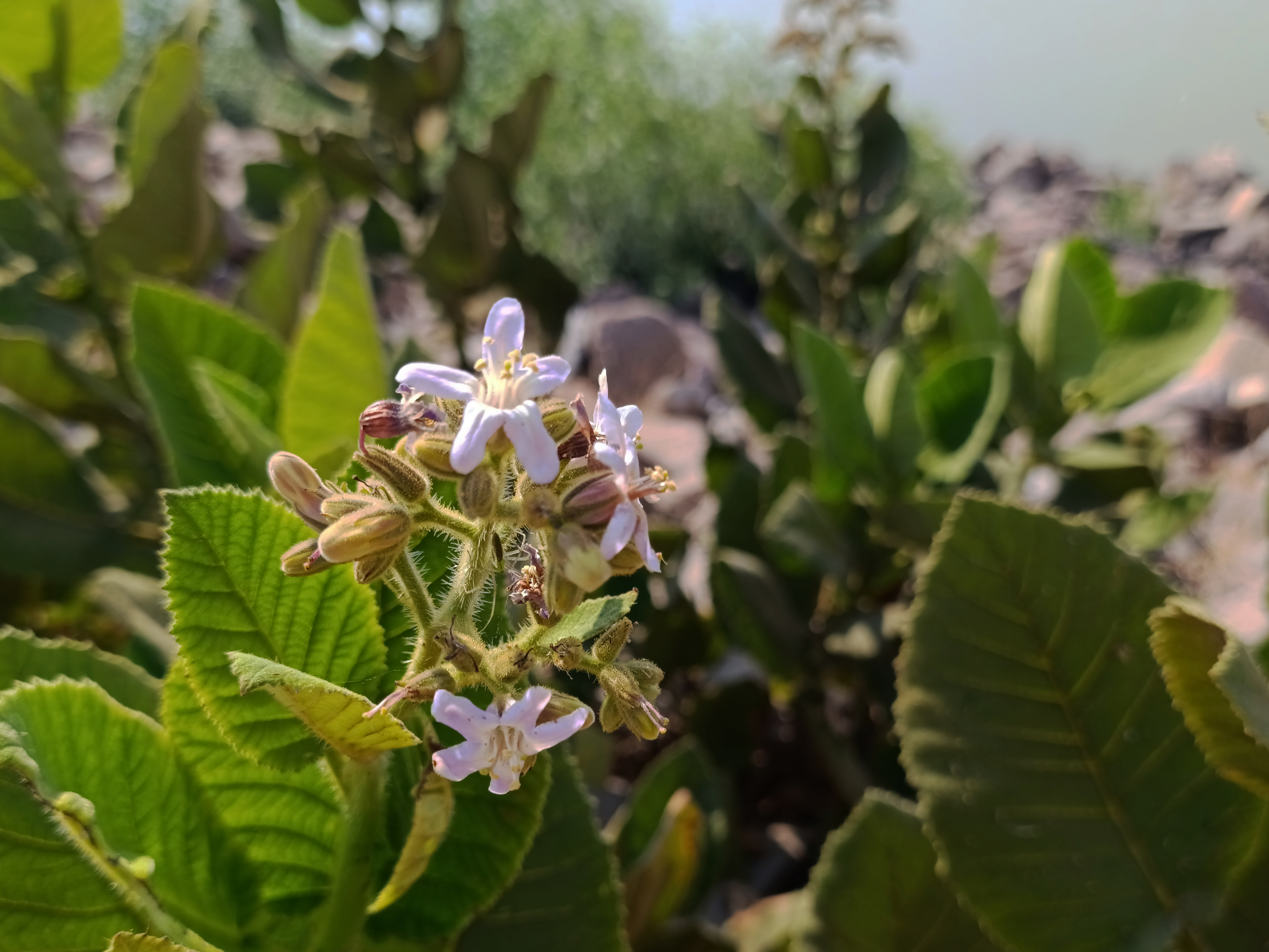
Wigandia urens, conocida como "chichicastle manso" en México.

Son plantas grandes, perennes, sufruticosas a arborescentes, diversamente pelosas (incluyendo pelos urticantes) y frecuentemente glandulosas en toda la planta. Hojas frecuentemente bastante grandes pero variables en tamaño desde 5-60 × 3-42 cm, simples, alternas, cartáceas a coriáceas, ovadas; base cordata a truncada; márgenes irregularmente 2-dentados; ápice obtuso a subagudo. Inflorescencias con pocas a numerosas flores, frecuentemente con apariencia densamente espigada, en panículas o cimas escorpioides, terminales; flores sésiles a subsésiles. Flores con el cáliz persistente, partido casi hasta la base, los lobos subiguales, linear-lanceolados a lanceolados, agudos, acrescentes, híspido-hirsutos a tomentosos y ciliados; corola generalmente más larga que el cáliz, blanco-verdosa, amarilla, o de color lavanda a púrpura, frecuentemente parcialmente pilosa a tomentosa externamente, los lobos redondeados; estambres exertos, en parte adnatos a la base del tubo de la corola, los filamentos pelosos al menos en parte, las anteras linear-oblongas, dorsifijas; ovario súpero, oblongo, peloso, 1-locular, los óvulos numerosos; estilos 2, alargados; estigmas capitado-claviformes, deprimidos. Cápsulas ovado-oblongas, pelosas, loculicidas o septicidas; semillas numerosas, diminutas, reticulado-rugosas, pardas.

## Taxonomía
El género fue descrito en 1818 por Carl Sigismund Kunth en Nova Genera et Species Plantarum (quarto ed.) 3: 126–127. La especie tipo es: Wigandia caracasana Kunth. 

## Especies aceptadas
- Wigandia crispa (Tafalla ex Ruiz & Pav.) Kunth - tantán de Quito[3]
- Wigandia urens (Ruiz & Pav.) Kunth - soso de México[3]